# デモイン (防護巡洋艦)
|          |                                         |
| 艦歴     |                                         |
| 発注     |                                         |
| 起工     | 1900年8月28日                           |
| 進水     | 1902年9月20日                           |
| 就役     | 1904年3月5日                            |
| 退役     | 1921年4月9日                            |
| その後   | 1930年3月11日にスクラップとして売却     |
| 除籍     |                                         |
| 性能諸元 |                                         |
| 排水量   | 3,200トン                               |
| 全長     | 309 ft 10 in                            |
| 全幅     | 44 ft                                   |
| 吃水     | 17 ft 3 in                              |
| 機関     | 2軸推進、4,700ihp                       |
| 最大速   | 16.5ノット                              |
| 乗員     | 339名                                   |
| 兵装     | 5インチ砲10門 6ポンド砲8門 1ポンド砲2門 |

デモイン (USS Des Moines, C-15/PG-29/CL-17) は、アメリカ海軍の防護巡洋艦。デンバー級防護巡洋艦の1隻。艦名はアイオワ州デモインに因む。

## 艦歴
デモインは1900年8月28日にマサチューセッツ州クインシーのフォアリバー造船所で起工した。1902年9月20日にE・マッコーマー夫人によって命名、進水し、1904年3月5日に艦長A・マクラキン中佐の指揮下就役した。デモインは1920年7月7日に PG-29 （砲艦）に艦種変更され、1921年8月8日に CL-17 （軽巡洋艦）に再び艦種変更された。
1904年6月および7月、デモインは西インド諸島に巡航し、その後8月29日にヨーロッパ戦隊と共にボストンを出航、フランス、イギリス、アイルランド、ノルウェー、オランダ、ベルギー、スペイン、イタリアの各港を訪問、12月11日にバルバドスに到着し北大西洋艦隊に合流した。デモインは艦隊と共にカリブ海およびメキシコ湾を巡航し、砲撃訓練およびその他の演習を行い、調査やアメリカ合衆国の権益保護活動に従事した。
デモインは1906年2月16日にボストンに帰還し、続く5年にわたって大西洋、カリブ海、メキシコ湾などを広く巡航した。デモインは演習に参加し、政府職員や海兵隊を運び、1906年4月のアナポリスにおけるジョン・ポール・ジョーンズの再埋葬、1906年9月のオイスター・ベイにおけるセオドア・ルーズベルト大統領による観閲式などの記念式典に参加した。

デモインは1920年5月から9月までメキシコ水域を巡航し、現地の政情を報告、疫病被害の救援に参加した。その後パナマ運河地帯を拠点として特別任務戦隊に加わり中央アメリカ水域を巡航、1921年3月5日まで南米の西海岸でアメリカの友好国への訪問を行った。デモインはポーツマス海軍工廠に帰還し、1921年4月9日に退役、1930年3月11日にスクラップとして売却された。